# Impatiens pseudomacroptera
Impatiens pseudomacroptera är en balsaminväxtart som beskrevs av C.Grey-wilson. Impatiens pseudomacroptera ingår i släktet balsaminer, och familjen balsaminväxter. Inga underarter finns listade i Catalogue of Life.